# John McNaughton
John McNaughton (n. 13 ianuarie 1950) este un regizor de film și televiziune american originar din Chicago, Illinois.